# Suicide (band)
Suicide was een Amerikaans muzikaal duo uit New York dat bestond uit Martin Rev en Alan Vega. Het duo was actief tussen 1970 en 2016 en maakte punk in verschillende subgenres. De twee genoten geen bekendheid bij het grote publiek maar waren van grote invloed op de muziek.
In 2023 waren samples van Vega te horen op het nummer Saturn Drive Triplex van Laurent Garnier.

## Discografie

### Studioalbums
- Suicide, 1977
- Suicide: Alan Vega and Martin Rev, 1980
- A way of life, 1988
- Why be blue, 1992
- American supreme, 2002

### Livealbums
- 21½ minutes in Berlin/23 minutes in Brussels, 1978
- Half alive, 1981
- Ghost riders, 1986
- Zero hour, 1997
- Attempted: Live at Max's Kansas City 1980, 2004
- Live 1977-1978, 2008

### Ep's
- 23 minutes over Brussels, 1978
- 22/1/98 – Reinventing America, 1998

### Singles
- Cheree / I remember, 1978
- Dream Baby Dream / Radiation, 1979